# عاصمي (مزايجان)
عاصمي (بالفارسية: عاصمی) هي قرية تقع في إيران في قسم مزایجان الريفي. يقدر عدد سكانها بـ 187 نسمة بحسب إحصاء 2016.